# Schlumbergera opuntioides
Schlumbergera opuntioides är en kaktusväxtart som först beskrevs av Johan Albert o Constantin Loefgren och Per Karl Hjalmar Dusén, och fick sitt nu gällande namn av David Richard Hunt. Schlumbergera opuntioides ingår i släktet Schlumbergera och familjen kaktusväxter. Inga underarter finns listade i Catalogue of Life.

## Bildgalleri

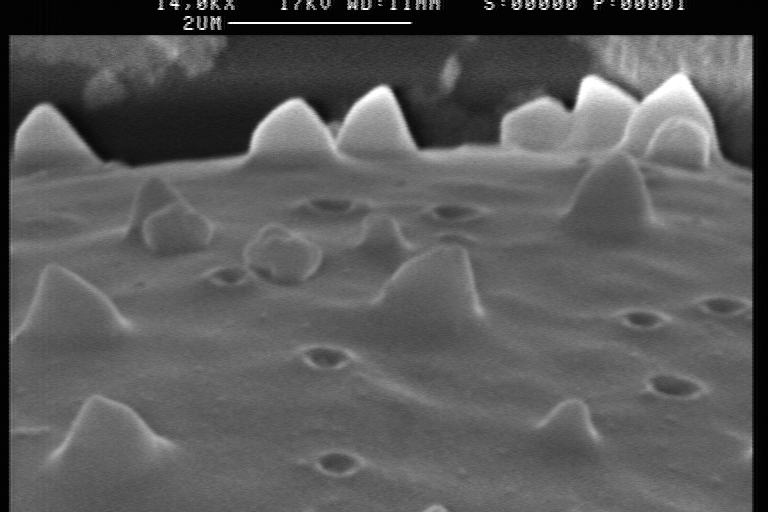
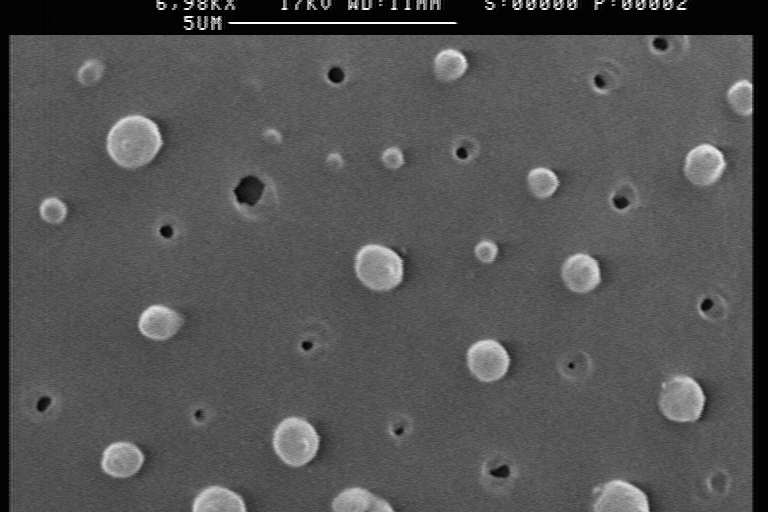
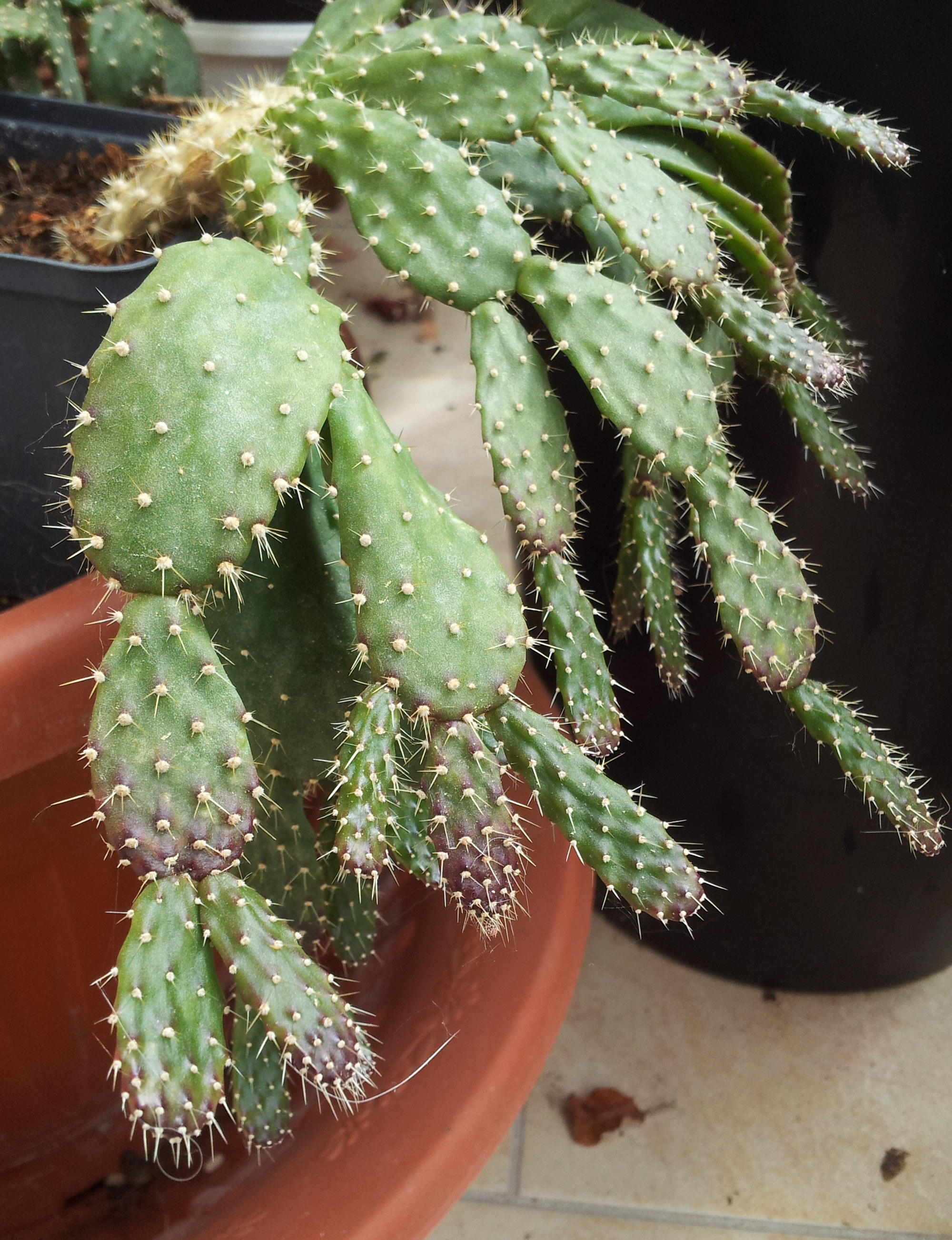